# نواف المطیری
نواف المطیری (انگلیسی: Nawaf Al-Mutairi؛ زادهٔ ۲۸ سپتامبر ۱۹۸۲) بازیکن فوتبال اهل کویت بود.
از باشگاه‌هایی که در آن بازی کرده‌است می‌توان به باشگاه ورزشی السالمیه کویت و باشگاه ورزشی القادسیه کویت اشاره کرد.
وی همچنین در تیم ملی فوتبال کویت بازی کرده‌است.